# Keytesville
La ville de Keytesville est le siège du comté de Chariton, situé dans l'État du Missouri, aux États-Unis. Lors du recensement de 2010, sa population s’élevait à 471 habitants.